# دوري كرة القدم النرويجي الدرجة الأولى 1978
دوري كرة القدم النرويجي الدرجة الأولى 1978 (بالنرويجية: 2. divisjon fotball for menn 1978)‏ هو الموسم 30 من الدوري النرويجي الدرجة الأولى. أشرف على تنظيمه اتحاد النرويج لكرة القدم، وكان عدد الأندية المشاركة فيه 30، وفاز فيه نادي ميوندالن.